# غونزالو بينديا
غونزالو بينديا (بالإسبانية: Gonzalo Pineda)‏ (مواليد 19 أكتوبر 1982) هو لاعب كرة قدم. يلعب مع منتخب المكسيك لكرة القدم. سبق له أن لعب في كأس العالم لكرة القدم مع منتخب بلاده.

## مسيرته الكروية
لعب غونزالو بينديا خلال مسيرته الاحترافية مع 7 أندية في خمسة عشر موسمًا وسجل خلالها 14 هدفًا ضمن 323 مباراة. حيث فاز في موسم واحد بالكأس وفي ثلاثة مواسم بالدوري.
خاض غونزالو بينديا مسيرته مع نادي أونيفرسيداد ناسيونال في موسم 2002–03 ليلعب معه أربعة مواسم، مشاركًا في 52 مباراة سجل خلالها هدفًا واحدًا. ثم انتقل إلى نادي غوادالاخارا في موسم 2005–06 ليلعب معه خمسة مواسم، حيث شارك في 114 مباراة سجل خلالها 5 أهداف. لينتقل بعدها إلى نادي سان لويس في موسم 2009–10 لمدة موسم واحد، مشاركًا في 14 مباراة سجل خلالها هدفًا واحدًا. ثم انتقل إلى نادي كروز آزول في موسم 2010–11 لمدة موسم واحد، مشاركًا في 29 مباراة سجل خلالها هدفًا واحدًا أيضًا. هذا وانتقل لاحقًا إلى نادي بويبلا في موسم 2011–12 لمدة موسم واحد، مشاركًا في 31 مباراة سجل خلالها هدفًا واحدًا أيضًا. ثم انتقل بعدها إلى نادي كيريتارو في موسم 2012–13 لمدة موسم واحد، مشاركًا في 27 مباراة سجل خلالها هدفًا واحدًا أيضًا. ليعود وينتقل من جديد، لكن هذه المرة إلى Seattle Sounders (1994–2008) ‏ في عامي 2014-2016 ولمدة موسمين، مشاركًا في 56 مباراة سجل خلالها 4 أهداف.

## روابط خارجية
- غونزالو بينديا على موقع الاتحاد الدولي (مؤرشف)  (الإنجليزية)
- غونزالو بينديا على موقع الدوري الأمريكي (الإنجليزية)
- غونزالو بينديا على موقع قاعدة بيانات كرة القدم.إي يو (الإنجليزية)
- غونزالو بينديا على موقع ناشيونال فوتبول تيمز (الإنجليزية)
- غونزالو بينديا على موقع Soccerbase.com (لاعب) (الإنجليزية)
- غونزالو بينديا على موقع Soccerbase.com (لاعب) (الإنجليزية)
- غونزالو بينديا على موقع Soccerway.com (الإنجليزية)
- غونزالو بينديا على موقع عالم كرة القدم.نت (الإنجليزية)
- غونزالو بينديا على موقع كووورة
- غونزالو بينديا على موقع أوليمبيديا (الإنجليزية)